# Plataankruikje
Het plataankruikje (Splanchnonema platani) is een schimmel die behoort tot de familie Pleomassariaceae. Het leeft saprotroof in loofbossen op dode takken van plataan (Platanus).

## Kenmerken
De ascomata zijn ingezonken en staan verspreid. Ze zijn ingedrukt bolvormig en hebben een diameter van 500-900 µm en een hoogte tot 400-600 µm. De buitenzijde is zwart. Het peridium is 45-50 (-100) µm dik op de basis en zijkanten. De asci meten (110-) 150-200 (-250) × 27-35 µm. De ascosporen meten 40-66 × 13 - (10-) 13-17,5 µm.

## Verspreiding
In Nederland komt het plataankruikje zeer zeldzaam voor.

## Foto's

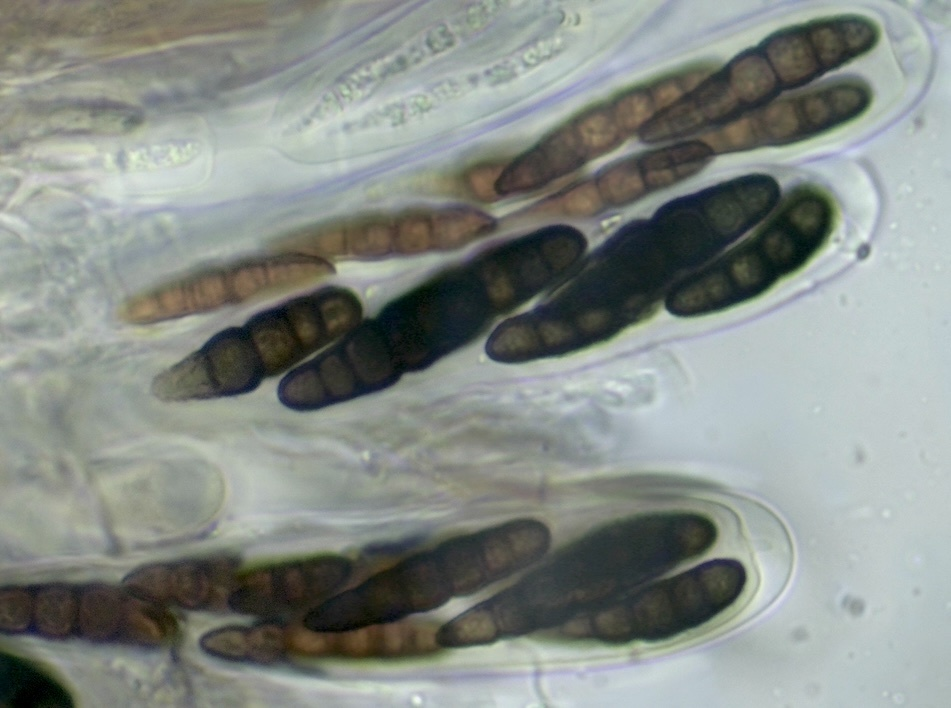
Asci met sporen
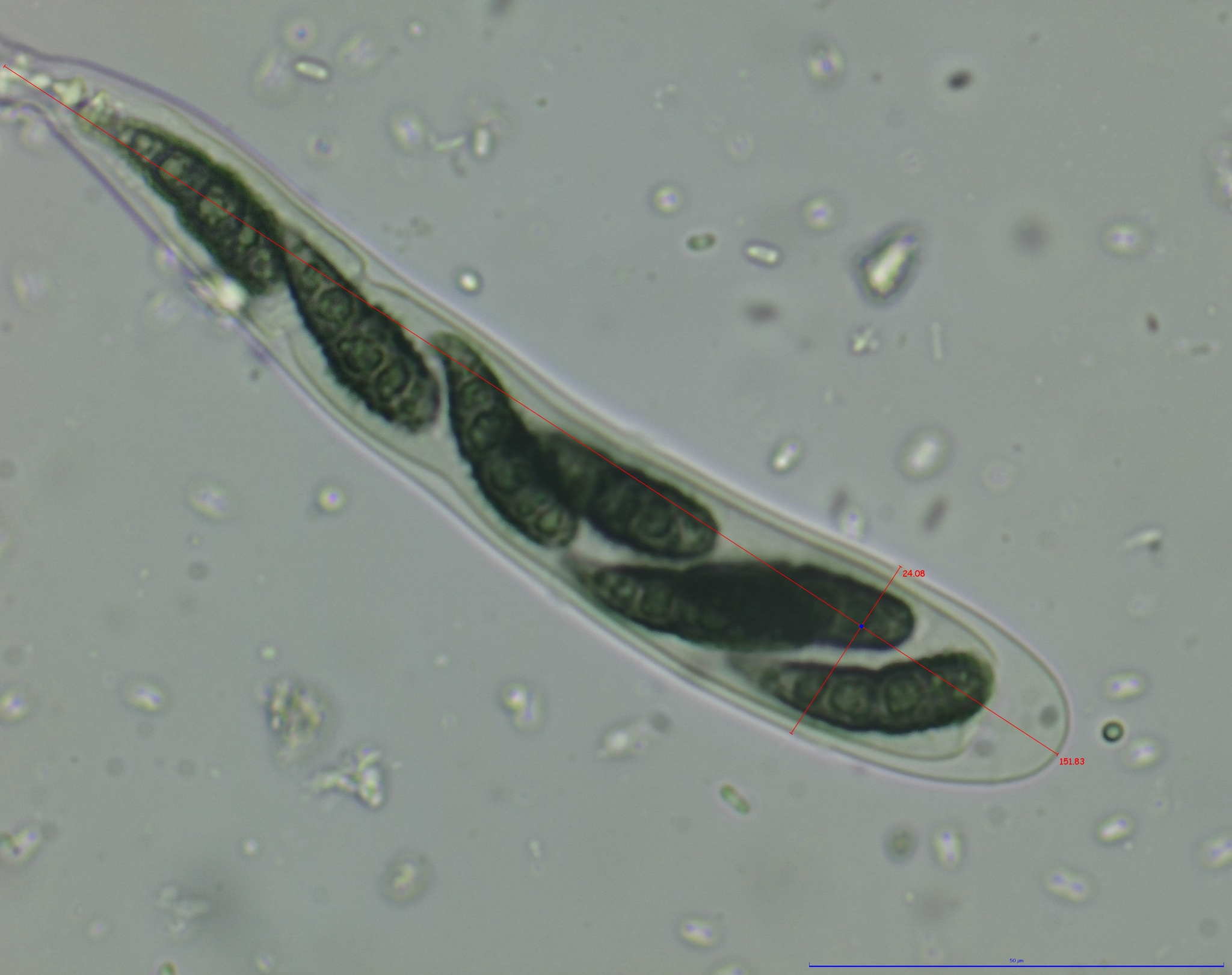
Sporen